# Патус
Патус (порт. Patos) — муниципалитет в Бразилии, входит в штат Параиба. Составная часть мезорегиона Сертан штата Параиба. Входит в экономико-статистический микрорегион Патус. Население составляет 100 663 человека на 2007 год. Занимает площадь 513 км². Плотность населения — 191,6 чел./км².

## История
Город основан 24 октября 1903 года.

## Статистика
- Валовой внутренний продукт на 2005 год составляет 364 194 000,00 реалов (данные: Бразильский институт географии и статистики).
- Валовой внутренний продукт на душу населения на 2005 год составляет 3704,00 реалов (данные: Бразильский институт географии и статистики).
- Индекс развития человеческого потенциала на 2000 год составляет 0,678 (данные: Программа развития ООН).